# August Fischer (Politiker, 1890)
August Fischer (* 31. Dezember 1890 in Hagen; † 4. Juni 1962) war ein deutscher Politiker und Landtagsabgeordneter (FDP).

## Leben und Beruf
Nach dem Schulbesuch absolvierte Fischer eine kaufmännische Ausbildung und war als Prokurist in der Eisenindustrie tätig. 1922 wurde er selbstständiger Drahtgroßhändler. Mitglied der FDP wurde er 1945. Fischer war in zahlreichen Gremien der FDP vertreten.
Vom 20. April 1947 bis zum 17. Juni 1950 war Fischer Mitglied des Landtags des Landes Nordrhein-Westfalen. Er wurde über die Landesliste seiner Partei gewählt.